# Campbell Grant
Pour les articles homonymes, voir Grant.
Campbell Grant, né le 7 novembre 1909 à Berkeley en Californie et mort le 24 mars 1992 à Carpinteria en Californie, est un artiste américain ayant travaillé dans le monde de l'animation pour les studios Disney dans les années 1930 et 1940.
Il a été acteur vocal, animateur et scénariste sur assez peu de productions, mais cependant significatives, des premiers longs métrages des studios Disney.

## Filmographie
- 1937 : Blanche-Neige et les Sept Nains, animateur
- 1940 : Pinocchio, conception des personnages
- 1940 : Fantasia
  - Animateur sur la séquence Sacre du Printemps
  - Scénariste sur la séquence Une Nuit sur le Mont Chauve/Ave Maria
- 1948 : They're Off, scénariste
- 1949 : Le Crapaud et le Maître d'école, voix de Angus MacBadger